# Drilus concolor
Drilus concolor är en skalbaggsart som beskrevs av Ahrens 1812. Drilus concolor ingår i släktet Drilus, och familjen snäckbaggar. Enligt den finländska rödlistan är arten sårbar i Finland. Arten är reproducerande i Sverige. Artens livsmiljö är friska gräsmarker.